# كريزانليزوماب
كريزانليزوماب (Crizanlizumab)، الذي يباع تحت الإسم التجاري أداكڤيو(Adakveo ) من بين أسماء أخرى، هو دواء يستخدم لعلاج مرض فقر الدم المنجلي.  على وجه التحديد لتقليل تكرار أزمة الانسداد الوعائي لدى الأشخاص الذين تزيد أعمارهم عن 15 عامًا.  و يعطى عن طريق الحقن في الوريد. 
تشمل الآثار الجانبية الشائعة لهذا العقار على: آلام المفاصل و الغثيان و الحمى و آلام البطن.  إضافة إلى ذلك، فقد تشمل الآثار الجانبية الأخرى تفاعلات التسريب.  أما تناوله أثناء الحمل فقد يؤدي إلى الإضرار بالجنين.  إنه جسم مضاد وحيد النسيلة يرتبط بالسيليكتين-P و يمنعه، مما يقلل من التصاق الخلايا بداخل الأوعية الدموية. 
تمت الموافقة على استخدام كريزانليزوماب طبيًا في الولايات المتحدة في عام 2019 و بعدها مباشرة في أوروبا في عام 2020.   في المملكة المتحدة، تكلف 100 ملغ من الدواء هيئة الخدمات الصحية الوطنية حوالي 1000 جنيه إسترليني اعتبارًا من عام 2021.  و يكلف هذا المقدار في الولايات المتحدة حوالي 2400 دولار أمريكي. 